# ヤコブ・モレノ
ヤコブ・レヴィ・モレノ（Jacob Levy Moreno、1889年5月18日 - 1974年5月14日）は、オーストリア系アメリカ人の精神科医。理論家で教育者でもあった。サイコドラマ(心理劇)、ソシオメトリーの提唱者として知られる。グループセラピー(集団精神療法)の開拓者の一人。

## 人物

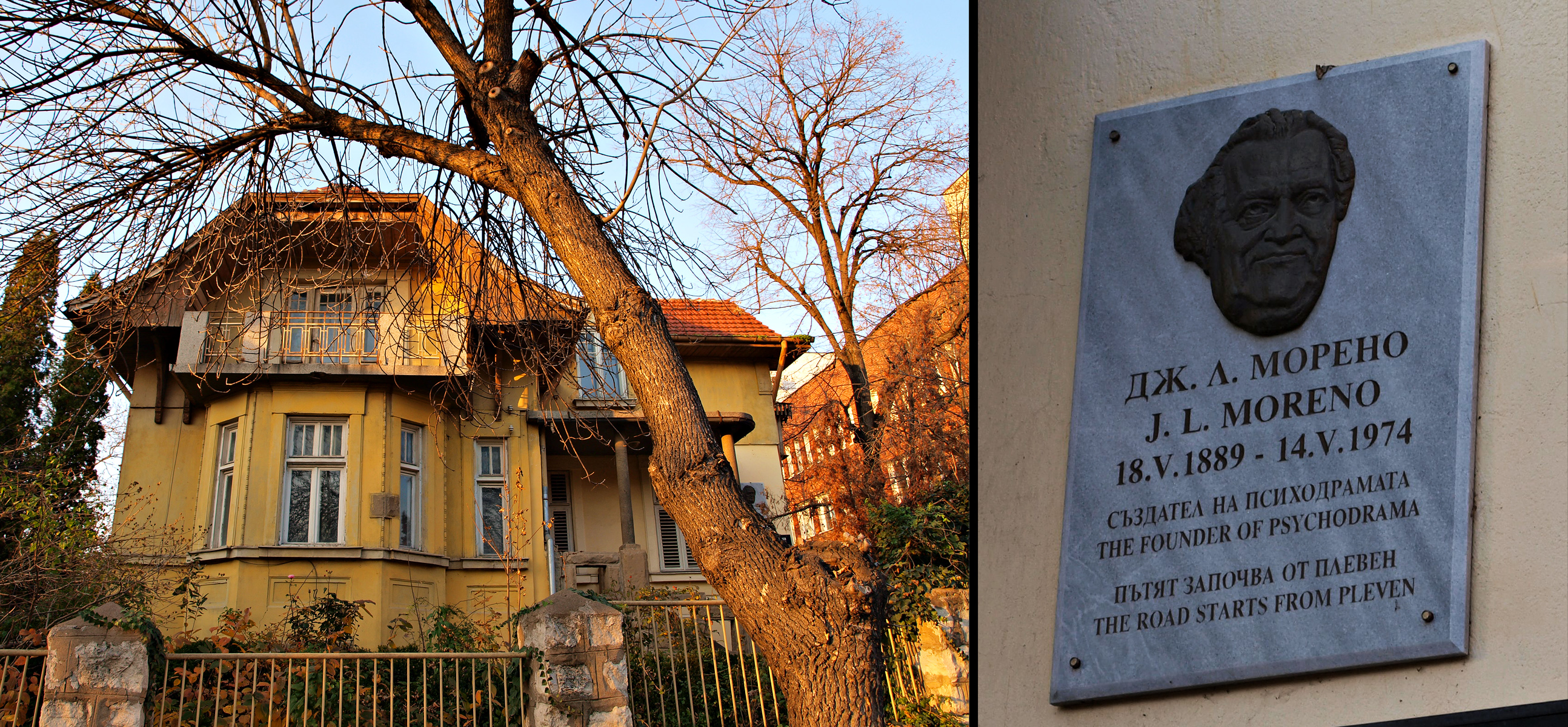
ブルガリア・プレヴェンにあるモレノ家の旧宅とレリーフ

ルーマニアのブカレスト出身、先祖はイスタンブールからブルガリアに移り住んだセファルディム（ユダヤ系スペイン人）であり、父親の代にルーマニアに移住。更にウィーンへと居を移した。
ウィーン大学で医学、数学を学び、1917年に医学博士号を取得。医学生時代にフロイトの理論に触れ、最初は拒絶的であったが後に精神分析の実践に集団という設定が新たな可能性を開くことに関心を持つようになった。彼はサイコドラマやソシオメトリーで、その実験的な試みを重ね、1925年にアメリカに移った後も集団療法の研究と実践を続け、ニューヨーク市で、特に子どもを対象とした集団療法を行った。彼はコロンビア大学にポストを得て、ニュースクール・フォー・ソーシャルリサーチでも教えた。
モレノはカール・ユングの弟子であり、サイコドラマを共に作った妻ザーカ・モレノ（Zerka T. Moreno,1917-2016）は、夫の仕事をその死後も引き継いで実践を続けた。彼の弟子には、スウェーデン人のレイフ＝ダンク・ブルーミスト（Leif-Dag Blomkvist）などがいる。